# 빅커스
빅커스(Vickers)는 영국의 엔지니어링 회사으로 1828년부터 1999년까지 있었다.
1828년 에드워드 빅커스와 그의 계부 조지 네일러가 주조공장을 만들었다. 교회종을 생산하여 유명하게 되다. 1867년 기업공개가 되다. 1868년 선박의 프로펠러 축을 만들다. 1872년 선박의 프로펠러를 만들다. 1882년 단조 프레스기를 설치하다. 1888년 장갑 철판을 생산하다. 1897년 조선회사를 사들이다.
1986년 빅커스 조선 엔지니어링이 GEC의 마르코니 해양의 일부가 되었다.

## 같이 보기
- 빅커스 기관총